# Аеродром Варшава
Аеродром Фредерик Шопен Варшава, познат и као аеродром Варшава-Окецје (пољ. Lotnisko Chopina w Warszawie) је међународни аеродром пољске престонице Варшаве, смештен 10 km јужно од средишта града. Поред овог, главног аеродрома, Варшаву опслужује и мањи аеродром Модлин на њеном североисточном ободу (њега користе првенствено нискотарифне авио-компаније).
То је најважнија и најпрометнија ваздушна лука Пољске, која држи око 40% укупног путничког авио-саобраћаја. 2022. године је превезено 14,4 милиона путника. Највећи број путника је био забележен 2019. године и износио је 18,9 милиона путника. Према овим подацима, то је један од највећих аеродрома источне Европе.
На аеродрому је седиште државног авио-превозника ЛОТ-а, а сам аеродром је авио-чвориште за још неколико авио-компанија: „Ентерер”, Рајанер, Смартвингс Пољска, Спринтер и Виз ер.

## Терминали
Постоје два терминала. 2010. године је дошло до промене концепције терминала па је цео бивши комплекс Терминала 1 и Терминала 2 промењен у актуелни назив Терминал "А". Тај терминал је подељен у пет чек-ин делова ( "A", "B", "C", "D" и "E") који су смештени у две главне хале.

## Авио-компаније и дестинације
Следеће авио-компаније обављају редовне и чартер летове до и из Варшаве–Шопен:
| Airlines                      | Destinations |
| ----------------------------- | --- |
| Aegean Airlines               | Athens |
| Aer Lingus                    | Seasonal: Dublin |
| Air Arabia                    | Sharjah |
| Air China                     | Beijing–Capital |
| Air France                    | Paris–Charles de Gaulle |
| Austrian Airlines             | Vienna Seasonal: Innsbruck |
| British Airways               | London–Heathrow |
| Brussels Airlines             | Brussels |
| Corendon Airlines             | Seasonal: Antalya, Heraklion Seasonal charter: Gazipaşa |
| Emirates                      | Dubai–International |
| Enter Air                     | Seasonal: Dubai–International Seasonal charter: Antalya, Banjul, Bodrum, Burgas, Dalaman, Enfidha, Fuerteventura, Gran Canaria, Heraklion, Hurghada, İzmir, Kos, Marsa Alam, Patras, Sal, Sharm El Sheikh, Tirana |
| Ethiopian Airlines            | Addis Ababa |
| Etihad Airways                | Abu Dhabi (begins 3 June 2025) |
| Eurowings                     | Düsseldorf |
| Finnair                       | Helsinki |
| flydubai                      | Dubai–International |
| KLM                           | Amsterdam |
| LOT Polish Airlines           | Amsterdam, Astana, Athens, Baku, Barcelona, Beirut (resumes 31 May 2025), Belgrade, Berlin, Billund, Brussels, Bucharest–Otopeni, Budapest, Bydgoszcz, Cairo, Chicago–O'Hare, Chișinău, Cluj-Napoca, Copenhagen, Delhi, Dubrovnik, Düsseldorf, Frankfurt, Gdańsk, Geneva, Gothenburg, Hamburg, Istanbul, Katowice, Košice, Kraków, Larnaca, Lisbon, Ljubljana, London–Heathrow, Los Angeles, Lublin, Luxembourg, Lyon, Madrid, Malta, Miami, Milan–Malpensa, Mumbai, Munich, Newark, New York–JFK, Nice, Oradea, Oslo, Ostrava, Paris–Charles de Gaulle, Podgorica, Poznań, Prague, Reykjavík–Keflavik, Riga, Riyadh, Rome–Fiumicino, Rzeszów, Sarajevo, Seoul–Incheon, Skopje, Sofia, Stockholm–Arlanda, Stuttgart, Szczecin, Tallinn, Tashkent, Tbilisi, Tel Aviv Thessaloniki (resumes 17 June 2025), Tirana, Tokyo–Narita, Toronto–Pearson, Venice, Vienna, Vilnius, Wrocław, Yerevan, Zagreb, Zielona Góra, Zürich Seasonal: Dubai–International, Innsbruck, Marrakesh (begins 29 October 2025), Split, Strasbourg, Tenerife–South Seasonal charter: Antalya, Bangkok–Suvarnabhumi, Bodrum, Cancún, Colombo–Bandaranaike, Dalaman, Denpasar, Girona, İzmir, Krabi, Langkawi, Malé, Mauritius, Nosy Be, Palma de Mallorca, Phuket, Porlamar, Phu Quoc, Puerto Plata, Punta Cana, Salvador da Bahia, Varadero, Zanzibar |
| Lufthansa                     | Frankfurt, Munich |
| Norwegian Air Shuttle         | Oslo |
| Pegasus Airlines              | Ankara Seasonal: Antalya, Izmir |
| Play                          | Seasonal: Reykjavík–Keflavik |
| Qatar Airways                 | Doha |
| Ryanair                       | Alicante, Charleroi, Málaga, Manchester, Palma de Mallorca, Paphos, Pisa, Tirana, Vienna |
| Scandinavian Airlines         | Copenhagen |
| Sky Express                   | Athens |
| Smartwings                    | Fuerteventura Seasonal: Agadir, Corfu, Dubrovnik, Kos, Mombasa,Шаблон:Bsn Rhodes, Split Seasonal charter: Antalya, Bodrum, Burgas, Catania, Dalaman, Faro, Girona, Hurghada, Heraklion, Istanbul İzmir, Kavala (resumes 19 May 2025) Kutaisi, Lamezia Terme, Lanzarote, Larnaca (begins 27 May 2025), Marsa Alam, Palermo, Palma de Mallorca, Patras, Santorini, Taba, Tenerife-South, Tirana Tivat (begins 29 May 2025) |
| Sundor                        | Tel Aviv |
| SunExpress                    | Seasonal: Antalya, İzmir |
| Swiss International Air Lines | Zürich |
| TAP Air Portugal              | Lisbon |
| Turkish Airlines              | Istanbul |
| Wizz Air                      | Alicante, Barcelona, Bari, Basel/Mulhouse, Bergamo, Bilbao, Bologna, Bucharest–Băneasa (begins 9 June 2025), Budapest, Catania, Charleroi, Chișinău, Copenhagen, Dortmund (resumes 10 June 2025), Eindhoven, Fuerteventura, Kutaisi, Larnaca, Leeds/Bradford, Liverpool, London–Gatwick (begins 2 August 2025), London–Luton, Madrid, Málaga, Malta, Marrakesh, Milan–Malpensa, Naples, Nice, Paris–Orly, Pisa, Reykjavík–Keflavik, Rome–Fiumicino, Sandefjord, Seville, Stockholm–Skavsta, Tel Aviv, Tenerife–South, Valencia, Venice Seasonal: Agadir, Burgas, Chania, Corfu, Dubrovnik, Funchal, Genoa, Grenoble, Heraklion, Lisbon, Olbia, Palma de Mallorca, Podgorica, Porto, Rhodes, Santorini, Split, Tirana, Turin, Verona, Zakynthos |